# Acrotaphus chedelae
Acrotaphus chedelae är en stekelart som beskrevs av Ian D. Gauld 1991. Acrotaphus chedelae ingår i släktet Acrotaphus och familjen brokparasitsteklar. Inga underarter finns listade i Catalogue of Life.